# Кайзерсберг
Кайзерсберг (фр. Kaysersberg) — упразднённая коммуна на северо-востоке Франции в регионе Эльзас — Шампань — Арденны — Лотарингия, департамент Верхний Рейн, округ Кольмар — Рибовилле, кантон Сент-Мари-о-Мин. 
Один из центров винного туризма в Эльзасском винодельческом регионе, включённый в «винную дорогу Эльзаса». Известен живописностью виноградников, раскинувшихся вокруг селения. Уроженцем Кайзерсберга был нобелевский лауреат Альберт Швейцер.
До марта 2015 года коммуна являлась центром упразднённого кантона Кайзерсберг и административно входила в состав округа Рибовилле. Упразднена и с 1 января 2016 года объединена с коммунами Кьенцхайм и Сигольсайм в новую коммуну Кайзерсберг-Виньобль на основании Административного акта № 27 от 17 июля 2015 года.

## Географическое положение
Коммуна расположена в 370 км к востоку от Парижа, 65 км юго-западнее Страсбурга, 10 км северо-западнее Кольмара.
Площадь коммуны — 24,82 км², население — 2715 человек (2006) с тенденцией к стабилизации: 2705 человек (2012), плотность населения — 109,0 чел/км².

## Население
Численность населения коммуны в 2011 году составляла 2709 человек, а в 2012 году — 2705 человек.
| 1962 | 1968 | 1975 | 1982 | 1990 | 1999 | 2006 | 2008 | 2009 | 2011 | 2012 |
| ---- | ---- | ---- | ---- | ---- | ---- | ---- | ---- | ---- | ---- | ---- |
| 2821 | 2979 | 2942 | 2707 | 2755 | 2676 | 2715 | 2726 | 2721 | 2709 | 2705 |

Динамика населения:

## Экономика
В 2010 году из 1669 человек трудоспособного возраста (от 15 до 64 лет) 1312 были экономически активными, 357 — неактивными (показатель активности 78,6 %, в 1999 году — 75,1 %). Из 1312 активных трудоспособных жителей работали 1230 человек (647 мужчин и 583 женщины), 82 числились безработными (42 мужчины и 40 женщин). Среди 357 трудоспособных неактивных граждан 127 были учениками либо студентами, 152 — пенсионерами, а ещё 78 — были неактивны в силу других причин.
На протяжении 2011 года в коммуне числилось 1222 облагаемых налогом домохозяйства, в которых проживало 2673,5 человека. При этом медиана доходов составила 21096 евро на одного налогоплательщика.

## Достопримечательности (фотогалерея)

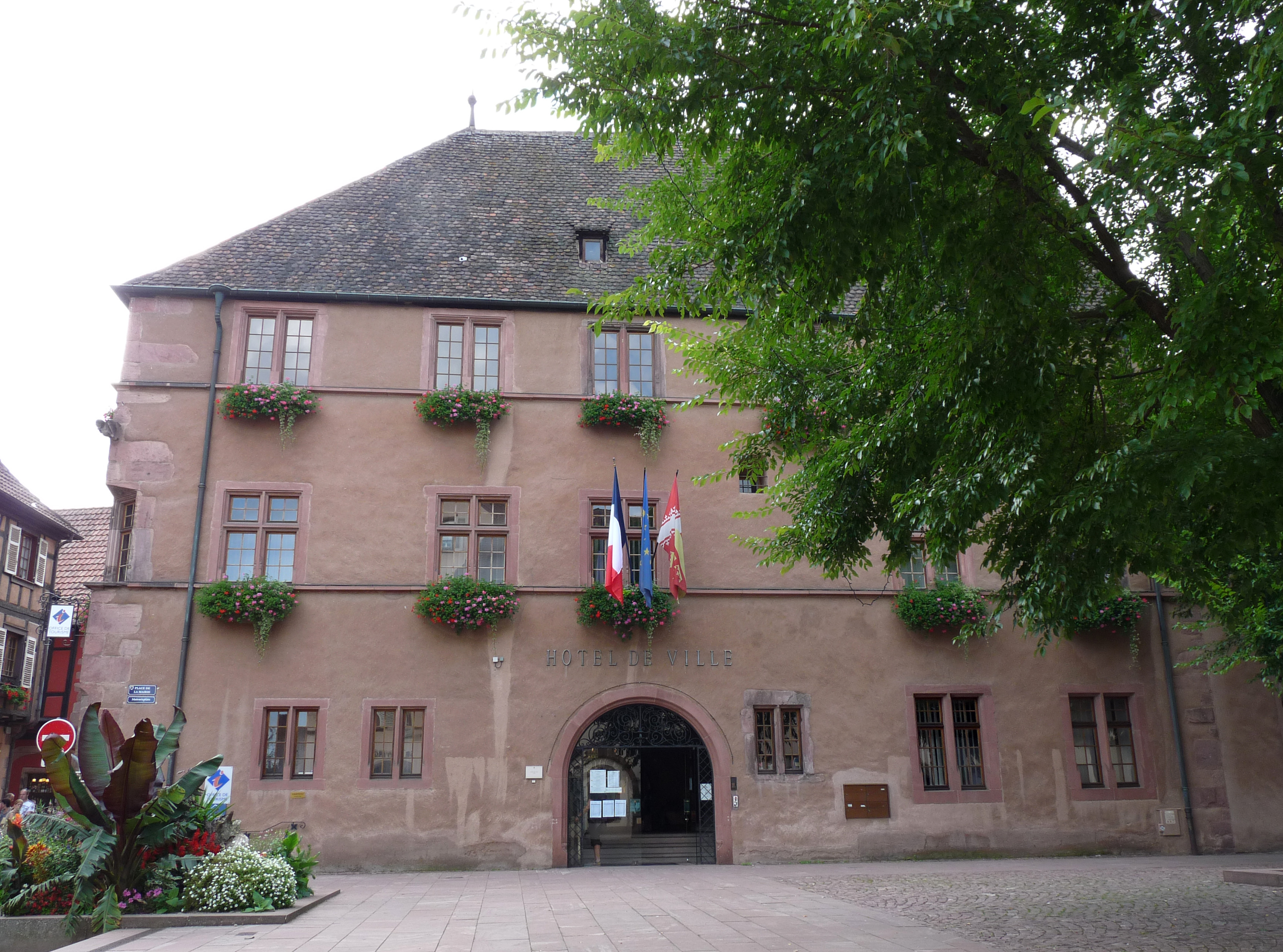
Ратуша
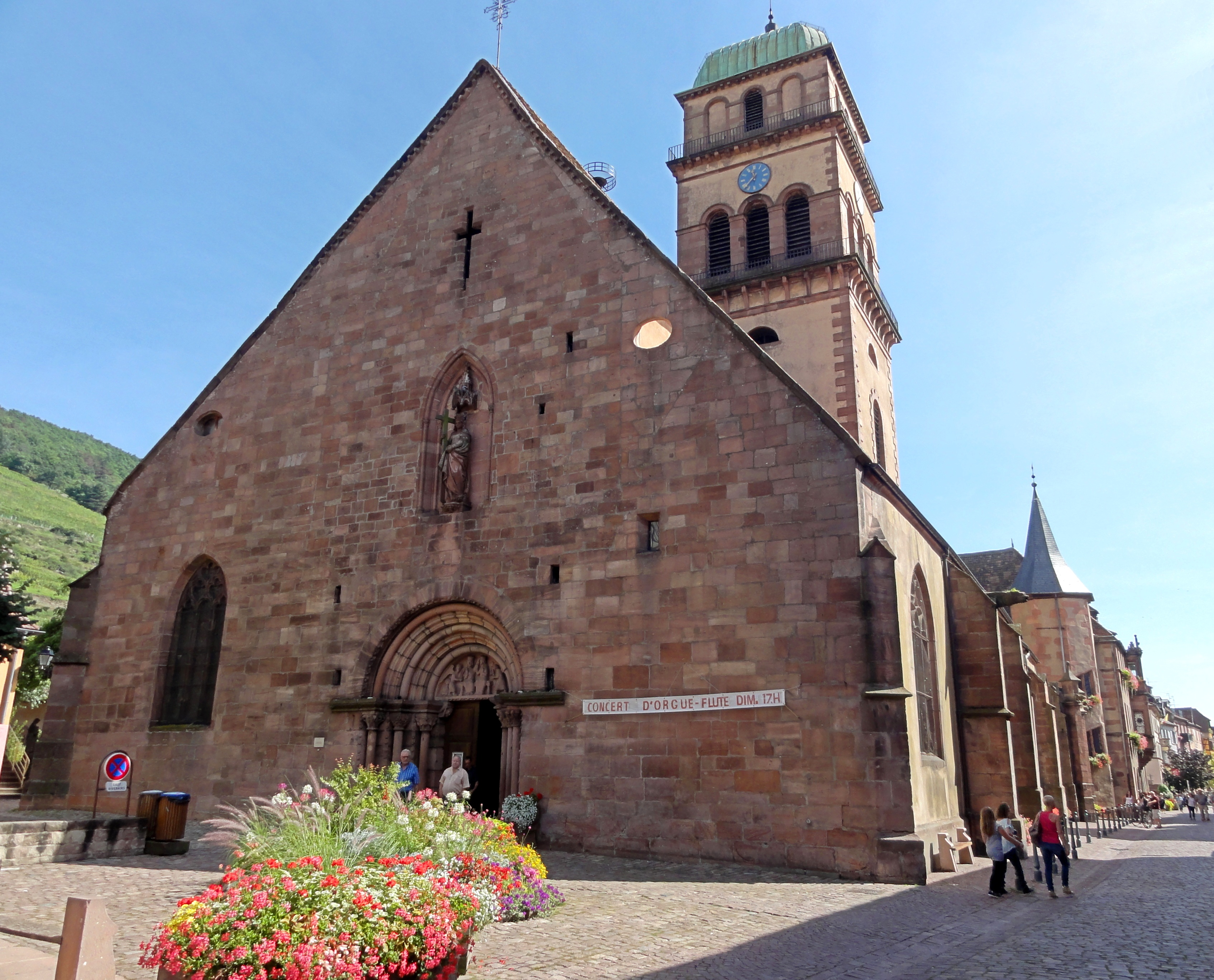
Церковь Сен-Кро
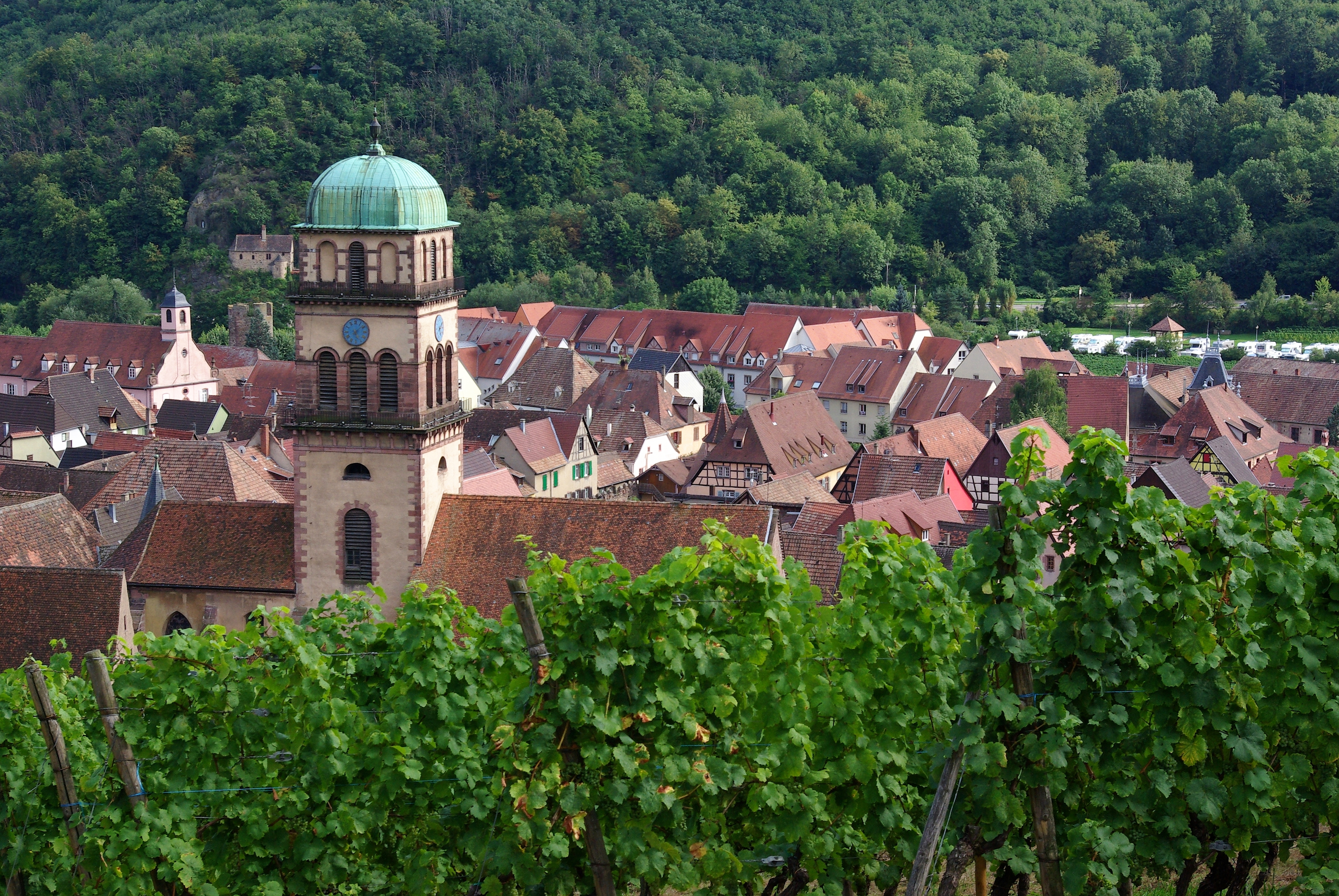
Вид на колокольню
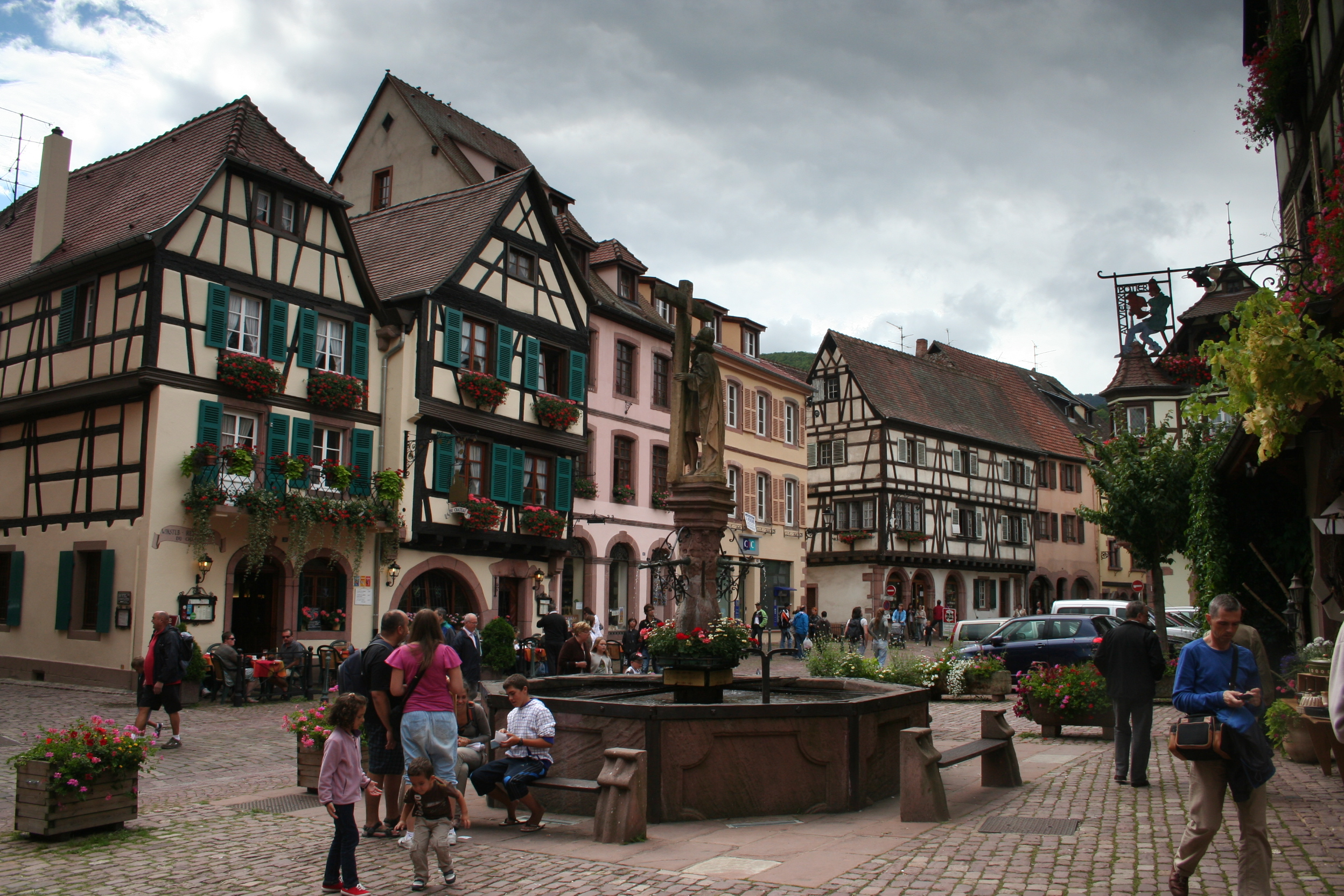
Площадь с фонтаном
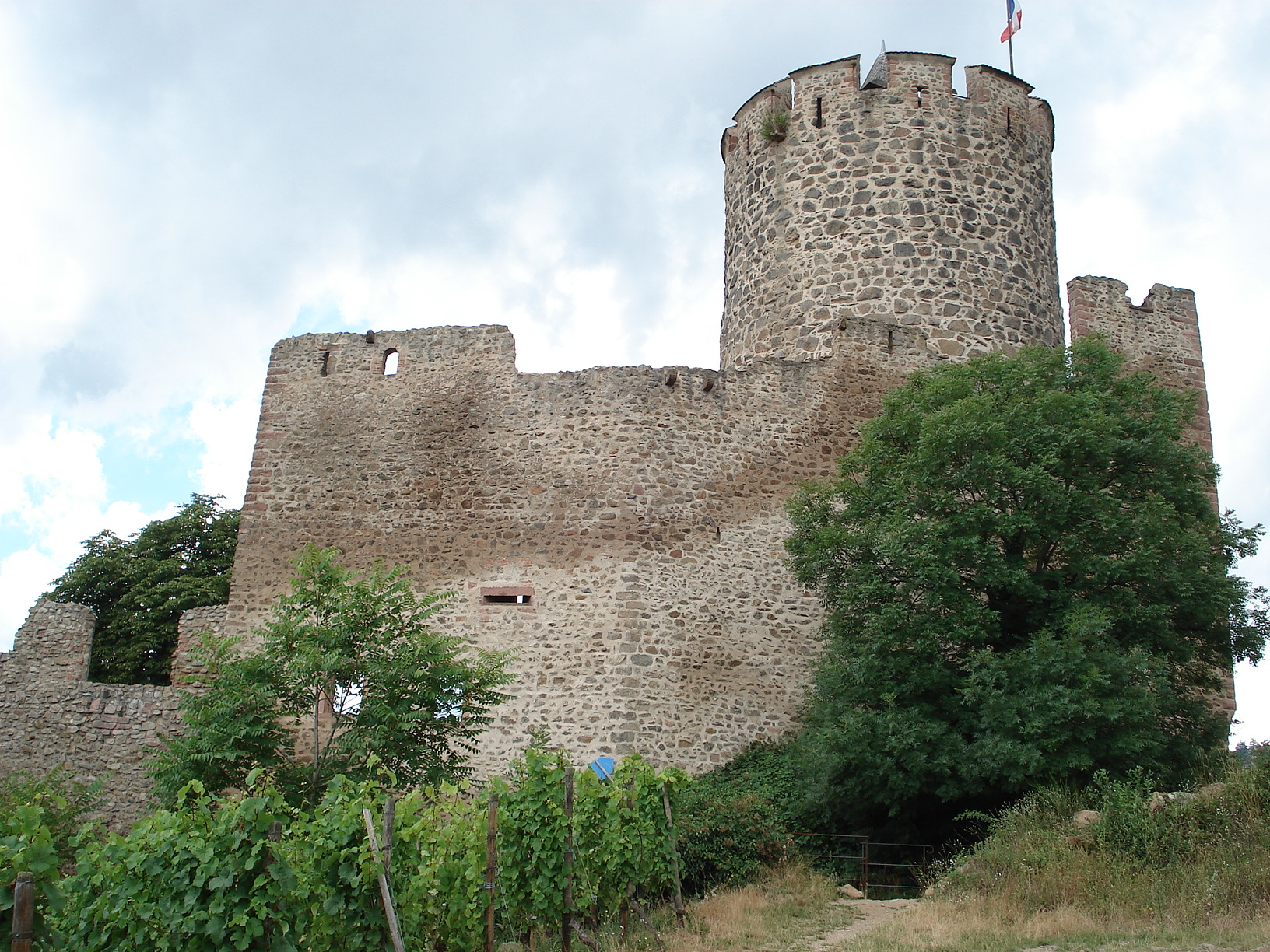
Руины замка